# WZ Sagittae
WZ Sagittae, auch WZ Sge, ist eine Zwergnova, und damit ein kataklysmisch Veränderliches Doppelsternsystem, im Sternbild Pfeil. Es besteht aus einem Weißen Zwerg, der von einem Begleiter mit geringer Masse umkreist wird. Der Weiße Zwerg hat etwa 0,85 M☉, der Begleiter nur 0,08 M☉. Daraus folgt, dass es sich bei dem Begleiter um einen Braunen Zwerg der Spektralklasse L2 handeln muss, obwohl dies noch nicht bestätigt werden konnte. Die Entfernung zu diesem System wurde durch Parallaxe bestimmt und wird mit 45,1 pc (ca. 147 Lj) angegeben.
In diesem System befindet sich der Begleitstern so nahe am Weißen Zwerg, dass der Massentransfer durch den inneren Lagrange-Punkt mit einer vergleichsweise geringen Rate von 1,59 × 10−10 M☉/Jahr entsprechend 1010 Tonnen/Sekunde auf die Akkretionsscheibe erfolgt. Der Scheibenradius um den Weißen Zwerg beträgt ca. 100.000 km. An der Stelle, an der der Massenstrom auf die Scheibe auftrifft, bildet sich eine helle Stoßfront ("heller Fleck"). Dieser Fleck hat einen Radius von ca. 10.000 km, eine effektive Temperatur von ungefähr 16.000 K und trägt damit etwa mit 15 % zur gesamten optischen Leuchtkraft des Systems bei.
Das System wird in eine Unterklasse der Zwergnovae, nämlich die Gruppe der SU-Ursae-Majoris-Sterne eingestuft. Diese zeigen meist neben den normalen Ausbrüchen auch Supermaxima, die ungefähr 1m heller sind und circa doppelt so lange andauern. WZ Sagittae ist jedoch insofern ungewöhnlich, da nur Superausbrüche beobachtet wurden.
Die Supermaxima dieser Zwergnova entstehen, wenn das Plasma in der ringartigen Akkretionsscheibe durch Überschreiten einer kritischen Dichte instabil wird und zu einem plötzlichen Anstieg der Viskosität führt, in dessen Folge die in der Akkretionsscheibe angesammelte Materie verstärkt auf den Weißen Zwerg transferiert wird.
WZ Sagittae bildet den Prototyp einer weiteren Unterteilung der SU-Ursae-Majoris-Sterne, die extrem lange Superzyklen von mehr als 10.000 Tagen haben. Bei diesen auch als TOADs (Tremendous Outburst Amplitude Dwarf Novae) bezeichneten Zwergnovae, können magnetische Effekte den Massentransfer noch zusätzlich verstärken, was dazu führt, dass keine normalen Ausbrüche auftreten, sondern nur Supermaxima mit einem Superzyklus in der Größenordnung von Jahrzehnten. Nur bei dieser Untergruppe folgt ein Supermaximum unmittelbar auf ein vorheriges Supermaximum, während bei den anderen SU-Ursae-Majoris-Sternen immer eine Anzahl an normalen Eruptionen zwischen zwei Supermaxima liegen. Ihre Ausbrüche erreichen größere Amplituden von 6 bis 8 mag.
Weiterhin zeigen die WZ-Sagittae-Sterne im Gegensatz zu den anderen SU-Ursae-Majoris-Sternen frühe Superhumps und nach den Ausbrüchen kleine Maxima, die als Wiederaufleuchten (rebrightenings) bezeichnet werden. Die frühen Superhumps erscheinen bereits im Anstieg zum Maximum mit einer Periode, die annähernd der späteren Superhump-Periode entspricht, und werden auf Spiralarme in der Akkretionsscheibe oder einen erhöhten Massentransfer zurückgeführt. Ein erhöhter Massentransfer könnte auch die Ursache der Rebrightenings sein.

## Geschichte
WZ Sagittae ist eine sehr schnelle Zwergnova, von der in den Jahren 1913, 1946, 1978 und 2001 Ausbrüche beobachtet wurden. Das erste Maximum trat am 22. November 1913 auf und wurde 1919 von Joanna C. S. Mackie bei der Untersuchung von Fotoplatten, die am Harvard-College-Observatorium aufgenommen wurden, entdeckt. Das Ereignis von 1913 war das hellste aller beobachteten Ausbrüche und erreichte eine fotografische Helligkeit von 7,0m. Sie bekam daraufhin die Bezeichnung „Nova Sge 1913“.
1946 nach 33 Jahren Ruhephase brach sie erneut aus, und wurde diesmal in der Nacht vom 28. auf den 29. Juni von Kurt Himpel an der Landessternwarte Heidelberg-Königstuhl entdeckt. Während dieses Ausbruchs stieg die Helligkeit in nur 4 Stunden von 12m auf 10m an und erreichte ein Maximum von 7,2m. Nach dem Ausbruch im Jahr 1946 galt WZ Sagittae als rekurrierende Nova. Da rekurrierende Novae in etwa periodisch sind, wurde sie 1978 von der American Association of Variable Star Observers in Erwartung eines erneuten Ausbruchs gezielt beobachtet.
Am 28. November 1978 wurde sie mit einer Magnitude ≤ 14,5m von J. Bortle, gemessen. Aufgrund von schlechtem Wetter konnte er die Beobachtungen jedoch drei Nächte lang nicht fortsetzen. Am 1. Dezember 1978, und 32,4 Jahre nach dem zweiten Ausbruch, entdeckte J.T. McGraw am McDonald-Observatorium der University of Texas at Austin ein visuelles Maximum von etwa 8,0m. McGraws Entdeckungstelegramm am 1. Dezember löste weltweit intensive Bemühungen aus, den Stern sowohl spektroskopisch als auch photometrisch zu untersuchen.
Durch die spektroskopischen Beobachtungen während des Ausbruchs von 1978 wurde nachgewiesen, dass WZ Sagittae Eigenschaften aufwies, die einer Zwergnova ähnlicher waren als einer rekurrierenden Nova. Sie zeigten erstmals auch Lichtschwankungen, die als Superhumps bezeichnet werden. Diese Superhumps sind die bestimmenden Merkmale der Zwergnovae vom Typ der SU-Ursae-Majoris-Sterne. Daher wurde WZ Sagittae als Prototyp für eine neue Unterkategorie dieses Stern-Typs eingestuft.
Der Ausbruch von 2001, bei dem eine maximale visuelle Leuchtkraft von 8,21m erreicht wurde, schien dem Ausbruch von 1978 am ähnlichsten zu sein. Er zeigte ebenfalls einen „Einbruch“ in der Helligkeit und oszillierte danach um etwa zwei Größenordnungen.
WZ Sagittae, von dem angenommen wird, dass es sich als kataklysmisch veränderliches Doppelsternsystem am Ende seiner Entwicklung befindet, fordert sowohl Beobachter als auch Theoretiker heraus, die versuchen, das Verhalten und die Entwicklung dieser Sterne zu verstehen.